# ベルゴロド・リャザンスキー
ベルゴロド・リャザンスキー（ロシア語: Белгород-Рязанский）は、キエフ・ルーシ期の都市である。1208年にウラジーミル大公フセヴォロド（大巣公）がリャザン公国を攻めた際に都市は焼かれ、現存していない。
ベルゴロド・リャザンスキーの初出は『ニコン年代記』の1155年の項であるが、都市の正確な位置は記されていない。1208年の記述では、フセヴォロドは、コロムナからリャザンを通過し、ベルゴロド・リャザンスキーに到達したと記されているのみである。
都市のあった位置については、キシニャ川(ru)流域、オカ川沿岸（デジノヴォ(ru)から2kmの位置）、プロニャ川(ru)沿岸（この場合、Лубянское городищеが都市遺構とみなされる）などの説がある。